# Список глав Чили
Список глав Чили включает в себя лиц, являвшихся таковыми в Чили с момента формирования 18 сентября 1810 года временного правительственного совета (известного как «Первая национальная правительственная хунта Чили»), — с одной стороны, состоящего из сторонников смещённого с престола в ходе наполеоновских войн короля Испании Фернандо VII, с другой стороны, ставшего первым сформированным независимо от колониальных властей правительством страны. Через четыре года сторонники независимости потерпели поражение и прекратили военное сопротивление 2 октября 1814 года после разгрома испанской армией в битве при Ранкагуа.
Вновь Чили было освобождено, когда 13 февраля 1817 года, одержав победу в битве при Чакабуко, Армия Анд (исп. Ejército de los Andes) под командованием Хосе де Сан-Мартина вошла в Сантьяго. Декларация независимости была обнародована в первую годовщину битвы при Чакабуко.
После получения 7 июля 1826 года заявления об отставке Рамона Фрейре с поста верховного директора (исп. Director supremo)  Национальный конгресс постановил, что глава государства должен именоваться Президент Республики Чили (исп. Presidente de la República de Chile). В настоящее время он является главой государства, правительства и исполнительной власти страны, избирается на четырёхлетний срок без права немедленного переизбрания.
Резиденцией президента является дворец Ла-Монеда в Сантьяго.

## Характеристика списка
Применённая в первом столбце таблиц нумерация является условной. Также условным является использование в первых столбцах цветовой заливки, служащей для упрощения восприятия принадлежности лиц к различным политическим силам без необходимости обращения к столбцу, отражающему партийную принадлежность. В случае, когда президент получил повторные полномочия последовательно за первоначальными, раздельно отражается каждый срок полномочий (например, два последовательных срока полномочий Мануэля Бульнеса, 1841—1851 годы). Также отражён различный характер полномочий глав государства (например, единый срок нахождения во главе государства Аугусто Пиночета как президента правительственной хунты, затем верховного главы нации и, наконец, президента. В столбце «Выборы» отражены состоявшиеся выборные процедуры или иные основания, по которым лицо стало главой государства. Наряду с партийной принадлежностью, в столбце «Партия» также отражён внепартийный (независимый) статус персоналий, или их принадлежность к вооружённым силам, когда они выступали как самостоятельная политическая сила.

## Старая Родина (1810—1814)
Генерал-капитанство Чили (исп. Capitanía General de Chile), созданное в 1778 году на территории одноимённого губернаторства и входившее в состав земель вице-королевства Перу, являлось административно-территориальной единицей Испанской империи, управляемой назначаемым вице-королём генерал-капитаном (исп. capitán general). 18 сентября 1810 года временно замещающий генерал-капитана фельдмаршал Матео де Торо Самбрано-и-Урета созвал в Сантьяго открытое кабильдо, постановившее считать королём Испании Фернандо VII (смещённого с престола в ходе наполеоновских войн) и избравшее от его имени путём аккламации временный правительственный совет (известный как «Первая национальная правительственная хунта Чили»).
4 июля 1811 года совет сложил полномочия перед открывшимся Национальным конгрессом, 11 августа 1811 года конгресс назначил временный орган исполнительной власти (известный как «Вторая хунта»). 4 сентября 1811 года произошёл первый из череды переворотов, организованных военачальниками, братьями Каррера, направленных на удаление от властных полномочий сторонников роялизма. Следствием первого стало изменение корпуса делегатов Национального конгресса и формирование Третьей хунты (Исполнительного трибунала, исп. Executive Tribunal). Следствием второго, организованного 15 ноября 1811 года, — создание временной правительственной хунты («Четвёртой») в составе Карреры (глава), Гаспар Марин и Бернардо О’Хиггинс. 2 декабря 1811 года был распущен Национальный конгресс, что привело к отставке Марина и О’Хиггинса и временному средоточению верховной власти у Карреры. Вскоре Каррера сформировал новую правительственную хунту, впоследствии несколько раз менявшей состав. В период с 27 по 30 октября 1812 года был проведён плебисцит, на котором путём проставления подписи в специально открытых подписных книгах было принято временное конституционное положение, открывавшееся формулой верности испанской монархии, но считающееся завуалированной декларацией независимости Чили. На его основе 10 ноября 1812 года Хосе Мигелем Каррерой был назначен сенат в составе семи членов. 27 марта 1813 года в городке Анкуд высадилась военная экспедиция роялистов под командованием бригадира королевского флота Антонио Перейры, что стало началом кампании за Старую Родину («Старая Родина» — принятое в чилийской историографии название периода с 1810 по 1814 годы), завершившуюся разгромом сторонников независимости. 13 апреля 1813 года сенат избрал новую Верховную правящую хунту («Девятую», исп. Junta Superior Gubernativa), распущенную 7 марта 1814 года с целью создания в чрезвычайных военных условиях единоличного правительства, путём учреждения поста верховного директора (исп. Director supremo). 17 марта 1814 года было принято Положение о временном правительстве, сосредоточившее в руках директора полноту власти и придавшее ему консультативный сенат в составе 7 членов. Избранный верховным директором Франсиско де ла Ластра был свергнут после заключения им с роялистами Ликрайского договора Хосе Мигелем Каррерой, создавшим правительственную хунту («Десятую»). Чилийские силы прекратили военное сопротивление 2 октября 1814 года после разгрома в битве при Ранкагуа, с этой датой связывают и завершение эпохи «Старой Родины».
|           | Портрет         | Имя (годы жизни) | Полномочия       | Полномочия                                                                                           | Должность | Пр.           |
| Начало    | Портрет         | Имя (годы жизни) | Окончание        | | Должность | Пр.           |
| --------- | --------------- | --- | ---------------- | --- | --- | ------------- |
| 1         |                 | фельдмаршал Матео де Торо Самбрано-и-Урета, 1-й граф Конкиста (1727—1811) исп. Mateo de Toro-Zambrano y Ureta, I conde de la Conquista | 18 сентября 1810 | 26 февраля 1811                                                                                      | президент временного правительственного совета королевства от имени Фернандо VII исп. Presidente de la Junta Provisional Gubernativa del Reino a nombre de Fernando VII | [ 25 ] [ 26 ] |
| и. о.     |                 | Хуан Иносенсио Мартинес де Росас Корреа (1759—1813) исп. Juan Inocencio Martínez de Rozas Correa                                       | 27 февраля 1811  | 2 апреля 1811                                                                                        | президент временного правительственного совета королевства от имени Фернандо VII исп. Presidente de la Junta Provisional Gubernativa del Reino a nombre de Fernando VII | [ 27 ]        |
| 2         |                 | Фернандо Маркес де ла Плата-и-Ороско (1740—1818) исп. Fernando Márquez de la Plata y Orozco                                            | 2 апреля 1811    | 4 июля 1811                                                                                          | президент временного правительственного совета королевства от имени Фернандо VII исп. Presidente de la Junta Provisional Gubernativa del Reino a nombre de Fernando VII | [ 28 ]        |
| 3         |                 | Хуан Антонио Оваль-и-Моралес (1750—1819) исп. Juan Antonio Ovalle y Morales                                                            | 4 июля 1811      | 20 июля 1811                                                                                         | президент первого Национального конгресса исп. Presidente del Primer Congreso Nacional                                                                                  | [ 29 ]        |
| 4 (I—II)  |                 | Мартин Кальво Энкалада-и-де Рекабаррен (1756—1828) исп. Martín Calvo de Encalada y de Recabarren                                       | 20 июля 1811     | 11 августа 1811                                                                                      | президент первого Национального конгресса исп. Presidente del Primer Congreso Nacional                                                                                  | [ 30 ]        |
| 4 (I—II)  | 11 августа 1811 | Мартин Кальво Энкалада-и-де Рекабаррен (1756—1828) исп. Martín Calvo de Encalada y de Recabarren                                       | 4 сентября 1811  | президент временного органа исполнительной власти исп. Presidente del Autoridad Ejecutiva Provisoria | | [ 30 ]        |
| 5         |                 | Хуан Иносенсио Мартинес де Росас Корреа (1759—1813) исп. Juan Inocencio Martínez de Rozas Correa                                       | 4 сентября 1811  | 16 ноября 1811                                                                                       | президент исполнительного трибунала исп. Presidente del Executive Tribunal                                                                                              | [ 27 ]        |
| 6 (I—III) |                 | Хосе Мигель де ла Каррера-и-Вердуго (1784—1821) исп. José Miguel de la Carrera y Verdugo                                               | 16 ноября 1811   | 2 декабря 1811                                                                                       | президент временной правительственной хунты исп. Presidente de la Junta Provisional de Gobierno                                                                         | [ 31 ] [ 32 ] |
| 6 (I—III) | 2 декабря 1811  | Хосе Мигель де ла Каррера-и-Вердуго (1784—1821) исп. José Miguel de la Carrera y Verdugo                                               | 13 декабря 1811  | временный верховный орган власти исп. Autoridad Suprema Provisional                                  | | [ 31 ] [ 32 ] |
| 6 (I—III) | 13 декабря 1811 | Хосе Мигель де ла Каррера-и-Вердуго (1784—1821) исп. José Miguel de la Carrera y Verdugo                                               | 8 апреля 1812    | президент правительственной хунты исп. Presidente de la Junta de Gobierno                            | | [ 31 ] [ 32 ] |
| 7         |                 | Хосе Сантьяго Порталес-и-Ларраин (1764—1835) исп. José Santiago Portales y Larraín                                                     | 8 апреля 1812    | президент правительственной хунты исп. Presidente de la Junta de Gobierno                            | 6 августа 1812 | [ 33 ] [ 34 ] |
| 8         |                 | Педро Хосе Прадо Харакемада (1754—1827) исп. Pedro José Prado Jaraquemada                                                              | 6 августа 1812   | президент правительственной хунты исп. Presidente de la Junta de Gobierno                            | 6 декабря 1812 | [ 35 ] [ 36 ] |
| 6 (IV)    |                 | Хосе Мигель де ла Каррера-и-Вердуго (1784—1821) исп. José Miguel de la Carrera y Verdugo                                               | 6 декабря 1812   | президент правительственной хунты исп. Presidente de la Junta de Gobierno                            | 30 марта 1813 | [ 31 ] [ 32 ] |
| 9         |                 | Хуан Хосе Педро де ла Каррера-и-Вердуго (1782—1818) исп. Juan José Pedro de la Carrera y Verdugo                                       | 30 марта 1813    | президент правительственной хунты исп. Presidente de la Junta de Gobierno                            | 13 апреля 1813 | [ 37 ] [ 38 ] |
| 10        |                 | Франсиско Антонио Перес Салас (1764—1828) исп. Francisco Antonio Pérez Salas                                                           | 13 апреля 1813   | 23 августа 1813                                                                                      | президент верховной правящей хунты исп. Presidente de la Junta Superior Gubernativa                                                                                     | [ 39 ] [ 40 ] |
| 11        |                 | Хосе Мигель Инфанте-и-Рохас (1778—1844) исп. José Miguel Infante y Rojas                                                               | 23 августа 1813  | 11 января 1814                                                                                       | президент верховной правящей хунты исп. Presidente de la Junta Superior Gubernativa                                                                                     | [ 41 ] [ 42 ] |
| 12 (I)    |                 | Агустин Мануэль де Эйсагирре-и-Арекавала (1768—1837) исп. Agustín Manuel de Eyzaguirre Arechavala                                      | 11 января 1814   | 7 марта 1814                                                                                         | президент верховной правящей хунты исп. Presidente de la Junta Superior Gubernativa                                                                                     | [ 43 ] [ 44 ] |
| 13        |                 | Антонио Хосе де Ирисарри Алонсо (1786—1868) исп. Antonio José de Irisarri Alonso                                                       | 7 марта 1814     | 14 марта 1814                                                                                        | временный верховный директор исп. Interim Supreme Director | [ 45 ] [ 46 ] |
| 14        |                 | Франсиско де ла Ластра-и-де ла Сотта (1777—1852) исп. Francisco de la Lastra y de la Sotta                                             | 14 марта 1814    | 23 июля 1814                                                                                         | верховный директор исп. Supreme Director | [ 47 ] [ 48 ] |
| 6 (V)     |                 | Хосе Мигель де ла Каррера-и-Вердуго (1784—1821) исп. José Miguel de la Carrera y Verdugo                                               | 23 июля 1814     | 2 октября 1814                                                                                       | член правительственной хунты исп. miembro de la Junta de Gobierno | [ 31 ] [ 32 ] |

## От «Новой Родины» до «моральной конституции» (1817—1823)
Вновь Чили было освобождено, когда 13 февраля 1817 года, одержав победу в битве при Чакабуко, Армия Анд (исп. Ejército de los Andes) под командованием Хосе де Сан-Мартина вошла в Сантьяго. Декларация независимости была обнародована в первую годовщину битвы при Чакабуко.
2 октября 1814 года чилийские изгнанники в Мендосе вместе с силами Соединённых провинций Рио-де-ла-Платы сформировали Армию Анд (исп. Ejército de los Andes) под командованием Хосе де Сан-Мартина с целью восстановления власти независимого чилийского правительства и последующего освобождения всей территории вице-королевства Перу. Своё название, под которым она вошла в историю, армия получила 1 августа 1816 года. 6 января 1817 года был начат переход через Анды, а 13 февраля 1817 года, одержав победу в битве при Чакабуко, армия вошла в Сантьяго 16 февраля 1817 года восстановленный пост верховного директора занял Бернардо О’Хиггинс, назначив Сан-Мартина на пост главнокомандующего. 13 ноября 1817 года по стране был разослан указ о проведении плебисцита о независимости, начинавшийся словами:  
Если отношения этого государства с древней метрополией разорваны, если гнусные цепи, которые держат нас в ней, разорваны, и если, скажем так, политическая независимость этого государства фактически объявлена всеобщим волеизъявлением, представляется необоснованным откладывать это торжественное заявление, без которого наши жертвы не будут иметь характера усилий свободных людей и могут быть смущены притязаниями, в которые обычно вступают рабы, чтобы вырвать выгодную партию своим хозяевам. Без этого заявления мы не будем занимать должное звание в семье народов, мы не получим от них защиты, которая служит справедливости нашего дела.
Получив поддержку, О’Хиггинс составил и подписал Декларацию независимости Чили, обнародованную по всей стране в годовщину битвы при Чакабуко 12 февраля 1818 года. В августе-октябре 1818 года был проведён ещё один плебисцит, на котором получила одобрение временная конституция, промульгированная 23 октября 1818 года и укрепившая легитимность положения О’Хиггинса во главе государства. В 1822 году была созвана конституционная ассамблея, разработавшая проект новой конституции, подписанной 23 октября 1822 года и промульгированной 30 октября 1822 года. Полномочия верховного директора (избираемого на 6 лет с правом переизбрания на 4 года) были урезаны в пользу двухпалатного Национального конгресса, вместо 3 провинций созданы департаменты, возглавляемые делегатами, назначаемыми совместно директором и сенатом (верхней палатой конгресса). В статье 2 расширительно были описаны границы страны:
Территория Чили известна по границам: на юге — мыс Горн; на севере — незаселённая Атакама; на востоке — Анды; на западе — Тихий океан..
Несмотря на ограничение власти О’Хиггинса, это не снизило напряжённости между ним и влиятельными элитами и вынудило его уйти в отставку 29 января 1823 года, эмигрировав в Перу. Период, когда пост верховного директора занимал О’Хиггинс, получил в историографии название «Новой Родины». Сформированная после отставки О’Хиггинса правительственная хунта, которую возглавил Агустин Эйсагирре, 29 марта 1823 года избрала  временным верховным директором генерала Рамона Фрейре, а в связи с его отсутствием в столице начала процесс передачи своих полномочий назначенным конгрессом представителям трёх исторических провинций. 4 апреля 1823 года Фрейре принял от этих  представителей временные полномочия, а 21 августа 1823 года созванный им конституционный конгресс подтвердил их, сделав постоянными; 29 декабря 1823 года была утверждена постоянная конституция (названная «моральной», исп. Constitución Moralista).
|           | Портрет         | Имя (годы жизни)                                                                                  | Полномочия      | Полномочия                               | Должность                                                                 | Пр.           |
| Начало    | Портрет         | Имя (годы жизни)                                                                                  | Окончание       |                                          | Должность                                                                 | Пр.           |
| --------- | --------------- | ------------------------------------------------------------------------------------------------- | --------------- | ---------------------------------------- | ------------------------------------------------------------------------- | ------------- |
| 15        |                 | Бернардо О’Хиггинс Рикельме (1778—1842) исп. Bernardo O'Higgins Riquelme                          | 16 февраля 1817 | 29 января 1823                           | верховный директор исп. Supreme Director                                  | [ 58 ] [ 64 ] |
| 12 (II)   |                 | Агустин Мануэль де Эйсагирре-и-Аречавала (1768—1837) исп. Agustín Manuel de Eyzaguirre Arechavala | 29 января 1823  | 4 апреля 1823                            | президент правительственной хунты исп. Presidente de la Junta de Gobierno | [ 43 ] [ 44 ] |
| 16 (I—II) |                 | Рамон Фрейре Серрано (1787—1851) исп. Ramón Freire Serrano                                        | 4 апреля 1823   | 21 августа 1823                          | временный верховный директор исп. Supreme Provisional Director            | [ 65 ] [ 66 ] |
| 16 (I—II) | 21 августа 1823 | Рамон Фрейре Серрано (1787—1851) исп. Ramón Freire Serrano                                        | 9 июля 1826     | верховный директор исп. Supreme Director |                                                                           | [ 65 ] [ 66 ] |

## Организация республики (1826—1831)

Флаг Чили (1818—1854)

В последующие годы проходил поиск надлежащего институционального устройства государства. После получения 7 июля 1826 года заявления об отставке Рамона Фрейре с поста верховного директора  Национальный конгресс постановил, что верховный глава Чили должен именоваться Президентом Республики, а избираемый с ним вице-президент должен заменять его в случае болезни, отсутствия или по иным причинам, препятствующим осуществлению полномочий. 8 июля 1826 года исполняющими обязанности президента и вице-президента были избраны Мануэль Бланко Энкалада и Агустин Эйсагирре, на следующий день они были призваны в конгресс для принесения присяги. В июле-августе 1826 года президент добился принятия ряда законов о федеративном устройстве страны, однако разногласия с конгрессом привели к его отставке 9 сентября 1826 года. 25 января 1827 года было подавлено восстание, поднятое либералом Хоакином Кампино Саламанкой, после чего в отставку ушёл и вице-президент, замещавший президентский пост. В качестве временного главы конгресс вновь призвал Рамона Фрейре, а 13 февраля 1827 года избрал его президентом. После его отставки 6 мая 1827 года полномочия перешли к вице-президенту Франсиско Антонио Пинто. Действие федеральных законов 1826 года было остановлено, 8 августа 1828 года в Вальпараисо состоялась промульгация либеральной конституции, установившей пятилетний срок полномочий президента и вице-президента (с правом однократного переизбрания) и косвенный порядок их избрания посредством коллегии выборщиков.
15 и 16 мая 1829 года были проведены президентские выборы, в которых участвовали по 3 выборщика от каждого члена конгресса, всего 216. Пинто был переизбран президентом, второй и третий результат был у консерваторов Франсиско Руис-Тагле и Хосе Хоакина Прието, однако либеральное большинство конгресса назначило вице-президентом Хосе Хоакина Викунью, получившего четвёртый результат, что вызвало восстание оппозиции, ставшее началом гражданской войны 1829—1830 годов. 16 июля 1829 года Пинто заявил об отставке и власть была передана президенту конгресса Франсиско Рамону Викунье. 19 октября 1829 года инаугурация Пинто как избранного президента всё-таки состоялась, но 2 ноября 1829 года он вновь заявил об отставке, после чего в Сантьяго 7 ноября 1829 года была создана хунта во главе с Рамоном Фрейре, а заявивший о восстановлении своих полномочий Викунья укрылся 12 ноября в Вальпараисо, а 8 декабря — в Кокимбо, где был схвачен. В целом в период после 12 ноября 1829 года и до битвы при Ликрай, произошедшей 17 апреля 1830 года, в Чили отсутствовало единое или опирающееся на конституционную преемственность правительство. 14 декабря 1829 года произошло первое военное столкновение противоборствующих сил, закончившееся подписанием через 2 дня перемирия, по которому Фрейре признавался «командующим армией и главой правительства» с созданием в Сантьяго из его противников правительственной хунты, в которую вошли Хосе Томас Овалье, Исидоро де Эррасурис и Хосе Мария Гусман. Хунта выдвинула кандидатуры Франсиско Руис-Тагле и Хосе Томаса Овалье на посты президента и вице-президента на следующих выборах, после чего конгресс 17 февраля 1830 года предоставил им соответствующие временные полномочия. После возобновления военных действий между либералами и консерваторами Руис-Тагле 31 марта 1830 года подал в отставку, и полномочия президента перешли к Овалье, который смог восстановить единство страны после победы консерваторов в битве при Лиркай 17 апреля 1830 года.. В связи с тяжёлой болезнью Овалье после 8 марта 1831 года его замещал Фернандо Эррасурис Альдунате, после смерти Овалье 22 марта 1831 года назначенный конгрессом  исполняющим обязанности президента. Разные исследователи связывают завершение институционального построения независимого чилийского государства либо с проведением первых после гражданской войны президентских выборов в июне 1831 года, либо с принятием в 1833 году новой конституции.
Курсивом на сером фоне показаны даты начала и окончания полномочий лиц, не контролировавших в условиях гражданской войны полностью территорию страны.
|             | Портрет         | Имя (годы жизни) | Полномочия      | Полномочия       | Партия      | Выборы                    | Должность                                                                              | Пр.           |
| Начало      | Портрет         | Имя (годы жизни) | Окончание       |                  | Партия      | Выборы                    | Должность                                                                              | Пр.           |
| ----------- | --------------- | --- | --------------- | ---------------- | ----------- | ------------------------- | -------------------------------------------------------------------------------------- | ------------- |
| 17          |                 | Мануэль Хосе Бланко-и-Кальво де Энкалада (1790—1876) исп. Manuel José Blanco y Calvo de Encalada                                                       | 9 июля 1826     | 9 сентября 1826  | независимый | 1826                      | президент исп. Presidente                                                              | [ 67 ] [ 76 ] |
| и. о.       |                 | Агустин Мануэль де Эйсагирре-и-Аречавала (1768—1837) исп. Agustín Manuel de Eyzaguirre Arechavala                                                      | 9 сентября 1826 | 25 января 1827   | независимый | [ комм. 15 ]              | исполняющий обязанности президента исп. Presidente Interino                            | [ 43 ] [ 44 ] |
| 16 (III—IV) |                 | Рамон Фрейре Серрано (1787—1851) исп. Ramón Freire Serrano                                                                                             | 25 января 1827  | 13 февраля 1827  | независимый | [ комм. 17 ]              | временный президент исп. Presidente Provisional                                        | [ 65 ] [ 66 ] |
| 16 (III—IV) | 13 февраля 1827 | Рамон Фрейре Серрано (1787—1851) исп. Ramón Freire Serrano                                                                                             | 6 мая 1827      | 1827             | независимый | президент исп. Presidente |                                                                                        | [ 65 ] [ 66 ] |
| и. о.       |                 | Франсиско Антонио Пинто-и-Диас де ла Пуэнте (1785—1858) исп. Francisco Antonio Pinto y Díaz de la Puente                                               | 7 мая 1827      | 16 июля 1829     | независимый | [ комм. 18 ]              | исполняющий обязанности президента исп. Presidente Interino                            | [ 77 ] [ 78 ] |
| 18 (I)      |                 | Франсиско Рамон де Викунья Ларраин (1775—1849) исп. Francisco Ramón Vicuña Larraín                                                                     | 16 июля 1829    | 19 октября 1829  | независимый | [ комм. 19 ]              | делегированный президент исп. Presidente Delegado                                      | [ 79 ] [ 80 ] |
| 19          |                 | Франсиско Антонио Пинто-и-Диас де ла Пуэнте (1785—1858) исп. Francisco Antonio Pinto y Díaz de la Puente                                               | 19 октября 1829 | 2 ноября 1829    | независимый | 1829                      | президент исп. Presidente                                                              | [ 77 ] [ 78 ] |
| 18 (II)     |                 | Франсиско Рамон де Викунья Ларраин (1775—1849) исп. Francisco Ramón Vicuña Larraín                                                                     | 2 ноября 1829   | 12 ноября 1829   | независимый | [ комм. 19 ]              | делегированный президент исп. Presidente Delegado (в Сантьяго, Вальпараисо, Кокимбо)   | [ 79 ] [ 80 ] |
| —           | 12 ноября 1829  | Франсиско Рамон де Викунья Ларраин (1775—1849) исп. Francisco Ramón Vicuña Larraín                                                                     | 17 февраля 1830 |                  | независимый | [ комм. 19 ]              | делегированный президент исп. Presidente Delegado (в Сантьяго, Вальпараисо, Кокимбо)   | [ 79 ] [ 80 ] |
| —           |                 | Рамон Фрейре Серрано (1787—1851) исп. Ramón Freire Serrano                                                                                             | 7 ноября 1829   | 16 декабря 1829  | независимый | [ комм. 23 ]              | президент правительственной хунты исп. Presidente de la Junta de Gobierno (в Сантьяго) | [ 65 ] [ 66 ] |
| —           |                 | Хосе Томас Овалье-и-Бесанилья (1787—1831) исп. José Tomás Ovalle y Bezanilla                                                                           | 24 декабря 1829 | 17 февраля 1830  | независимый | [ комм. 25 ]              | президент правительственной хунты исп. Presidente de la Junta de Gobierno (в Сантьяго) | [ 81 ] [ 82 ] |
| 20          |                 | Франсиско Антонио Паскуаль де ла Асенсьон Руис де Тагле и Порталес (1760—1860) исп. Francisco Antonio Pascual de la Ascensión Ruiz de Tagle y Portales | 18 февраля 1830 | 31 марта 1830    | независимый | [ комм. 27 ]              | временный президент исп. Presidente Provisional                                        | [ 83 ] [ 84 ] |
| и. о.       |                 | Хосе Томас Овалье-и-Бесанилья (1787—1831) исп. José Tomás Ovalle y Bezanilla                                                                           | 1 апреля 1830   | 21 марта 1831    | независимый | [ комм. 30 ]              | исполняющий обязанности президента исп. Presidente Interino                            | [ 81 ] [ 82 ] |
| и. о.       |                 | Фернандо де Эррасурис-и-Мартинес де Альдунате (1790—1860) исп. Fernando de Errázuriz y Martínez de Aldunate                                            | 21 марта 1831   | 18 сентября 1831 | независимый | [ комм. 31 ]              | исполняющий обязанности президента исп. Presidente Interino                            | [ 85 ] [ 86 ] |

## Консервативная и либеральная республики (1831—1891)
Начавшийся в 1830 году период доминирования в Чили консервативных политиков, вскоре основавших Консервативную партию, в историографии принято называть «консервативной республикой». После выигранной гражданской войны консерваторы легитимизировали своё положение, победив на прошедших 2 июня 1831 года президентских выборах и приняв новую конституцию, промульгированную 25 мая 1833 года, в которой был упразднён пост вице-президента (было установлено его избрание специально для замещения прекратившего полномочия досрочно, недееспособного или скончавшегося президента), сохранён порядок избрания президента коллегией выборщиков на пятилетний срок с правом однократного переизбрания, усилены унитарные принципы государственного устройства и закреплено официальное положение католической церкви как единственно разрешённой. 20 января 1839 года армия и флот Чили, действуя совместно с Армией восстановления Перу, нанесли поражение силам верховного протектора Конфедерации Перу и Боливии Андреса де Санта-Круса в битве при Юнгае, что привело к его бегству в Эквадор и роспуску конфедерации.
29 декабря 1857 года президент Мануэль Монтт объединил своих сторонников в основанной им Национальной партии, что стало результатом раскола консерваторов по «вопросу о ризнице» (о гражданской судебной компетенции в церковных делах), после чего светские консерваторы стали сближаться с либеральными кругами, что сделало возможным создание в январе 1858 года их коалиции, известной как «консервативно-либеральное слияние», включавшей совместное участие в правительстве и просуществовавшей до 1873 года. Этот союз позволил на выборах 1871 года победить либералу Федерико Эррасурису Саньярту, что стало началом периода, получившего название «либеральной республикой». Однако он же вызвал раскол Либеральной партии, антиклерикальная часть которой с 1863 года стала собирать свои ассамблеи, оформившиеся 19 ноября 1888 года в Радикальную партию.
В 1875 году либеральная партия и радикальные круги сформировали Либеральный альянс, ставший основой правительств до 1890 года. Неспособность президента Хосе Мануэля Бальмаседы объединить радикалов и либералов при выдвижении его на переизбрание стало одной из причин гражданской войны 1891 года. Другой причиной стал непримиримый конфликт с парламентским большинством, вылившийся в отказ президента созывать с 1 января 1891 года его сессию и объявление налоговых декретов. В тот же день конгресс, собравшийся в Икике, избрал двух делегатов для организации восстания. Боевые действия начались 16 января 1891 года и во многом стали противостоянием про-президентски настроенной армии и выступившего на стороне парламента флота. 12 апреля 1891 года конгресс преобразовал делегатов в правительственную хунту, включив Хорхе Монтта, через два дня ставшего её президентом. После нескольких сражений ввиду приближения повстанческой армии Бельмаседа отказался от своих полномочий и 29 августа 1891 года передал власть генералу Мануэлю Бакуэнадо, укрывшись в посольстве Аргентины, где 19 сентября 1891 года, на следующий день после отбытия своего президентского срока, покончил с собой. Поддерживающий порядок в Сантьяго Бакуэнадо передал полномочия прибывшим в столицу членам повстанческой хунты 31 августа 1891 года. Президент хунты Монтт 10 ноября 1891 года был назначен главой исполнительной власти, а 26 декабря 1891 года избран новым президентом страны.
|           | Портрет          | Имя (годы жизни)                                                                                               | Полномочия       | Полномочия            | Партия             | Выборы                  | Должность                           | Пр.                     |
| Начало    | Портрет          | Имя (годы жизни)                                                                                               | Окончание        |                       | Партия             | Выборы                  | Должность                           | Пр.                     |
| --------- | ---------------- | --- | ---------------- | --------------------- | ------------------ | ----------------------- | ----------------------------------- | ----------------------- |
| 21 (I—II) |                  | Хосе Хоакин Прието Вьял (1786—1854) исп. José Joaquín Prieto Vial                                              | 18 сентября 1831 | 18 сентября 1836      | независимый        | 1831                    | президент исп. Presidente           | [ 99 ] [ 100 ]          |
|           | 18 сентября 1836 | Хосе Хоакин Прието Вьял (1786—1854) исп. José Joaquín Prieto Vial                                              | 18 сентября 1841 | Консервативная партия | 1836               |                         | президент исп. Presidente           | [ 99 ] [ 100 ]          |
| 22 (I—II) |                  | Мануэль Бульнес Прието (1799—1866) исп. Manuel Bulnes Prieto                                                   | 18 сентября 1841 | Консервативная партия | 18 сентября 1846   | 1841                    | президент исп. Presidente           | [ 101 ] [ 102 ] [ 103 ] |
| 22 (I—II) | 18 сентября 1846 | Мануэль Бульнес Прието (1799—1866) исп. Manuel Bulnes Prieto                                                   | 18 сентября 1851 | Консервативная партия | 1846               |                         | президент исп. Presidente           | [ 101 ] [ 102 ] [ 103 ] |
| 23 (I—II) |                  | Мануэль Франсиско Антонио Хулиан Монтт Торрес (1809—1890) исп. Manuel Francisco Antonio Julián Montt Torres    | 18 сентября 1851 | Консервативная партия | 18 сентября 1856   | 1851                    | президент исп. Presidente           | [ 104 ] [ 105 ]         |
| 23 (I—II) | 18 сентября 1856 | Мануэль Франсиско Антонио Хулиан Монтт Торрес (1809—1890) исп. Manuel Francisco Antonio Julián Montt Torres    | 18 сентября 1861 | Консервативная партия | 1856               |                         | президент исп. Presidente           | [ 104 ] [ 105 ]         |
|           | 18 сентября 1856 | Мануэль Франсиско Антонио Хулиан Монтт Торрес (1809—1890) исп. Manuel Francisco Antonio Julián Montt Torres    | 18 сентября 1861 | Национальная партия   | 1856               |                         | президент исп. Presidente           | [ 104 ] [ 105 ]         |
| 24 (I—II) |                  | Хосе Хоакин Перес Маскаяно (1801—1889) исп. José Joaquín Pérez Mascayano                                       | 18 сентября 1861 | 18 сентября 1866      | 1861               | [ 106 ] [ 107 ] [ 108 ] | президент исп. Presidente           |                         |
| 24 (I—II) | 18 сентября 1866 | Хосе Хоакин Перес Маскаяно (1801—1889) исп. José Joaquín Pérez Mascayano                                       | 18 сентября 1871 | 1866                  |                    | [ 106 ] [ 107 ] [ 108 ] | президент исп. Presidente           |                         |
| 25        |                  | Федерико Маркос дель Росарио Эррасурис Саньярту (1825—1877) исп. Federico Marcos del Rosario Errázuriz Zañartu | 18 сентября 1871 | 18 сентября 1876      | Либеральная партия | 1871                    | президент исп. Presidente           | [ 109 ] [ 110 ]         |
| 26        |                  | Анибаль Пинто Гарендия (1825—1884) исп. Aníbal Pinto Garendia                                                  | 18 сентября 1876 | 18 сентября 1881      | Либеральная партия | 1876                    | президент исп. Presidente           | [ 111 ] [ 112 ]         |
| 27        |                  | Доминго Санта-Мария Гонсалес (1824—1889) исп. Domingo Santa María González                                     | 18 сентября 1881 | 18 сентября 1886      | Либеральная партия | 1881                    | президент исп. Presidente           | [ 113 ] [ 114 ]         |
| 28        |                  | Хосе Мануэль Бальмаседа Фернандес (1838—1891) исп. José Manuel Balmaceda Fernández                             | 18 сентября 1886 | 29 августа 1891       | Либеральная партия | 1886                    | президент исп. Presidente           | [ 97 ] [ 115 ]          |
| 29        |                  | Мануэль Хесус Бакуэнадо Гонсалес (1823—1897) исп. Manuel Jesús Baquedano González                              | 29 августа 1891  | 31 августа 1891       | военный            | [ комм. 35 ]            | условный глава исп. Jefe Accidental | [ 116 ] [ 117 ]         |

## Парламентский режим (1891—1925)

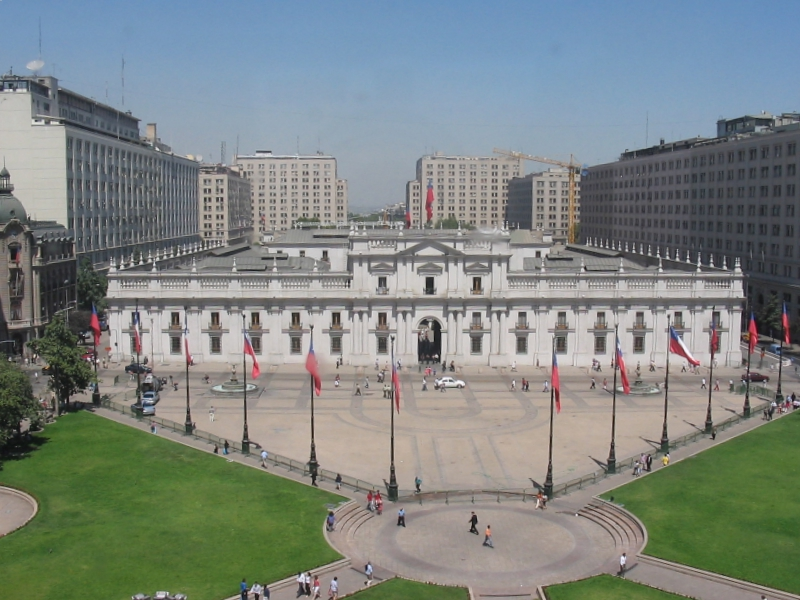
Дворец Ла Монеда в Сантьяго, резиденция президента Чили

Созданная 12 апреля 1891 года в Икике правительственная хунта во главе с Хорхе Монтта после победы в гражданской войне над силами президента Хосе Мануэля Бальмаседы 31 августа 1891 года приняла на себя управление страной. После роспуска хунты 10 ноября 1891 года Хорхе Монтт стал единоличным главой исполнительной власти (исп. Jefe del Poder Ejecutivo), а 25 сентября 1891 года был единогласно избран при отсутствии иных кандидатов новым президентом. В целом последовавший период до 1925 года отличался усилением роли парламента, что было закреплено рядом конституционных изменений, и получил наименование «парламентский режим». В этот период Радикальная партия смогла объединить близкие к ней силы в рамках нового Либерального альянса, а близкие к Консервативной партии силы (такие как Либерально-демократическая партия), были объединены в «Коалицию», что создало подобие двухпартийной системы, хотя поддержка Либеральной партии была разделена между обоими союзами, а принадлежность Национальной партии к тому или иному союзу менялась.
В 1901 году, после смерти президента Федерико Эррасуриса Эчауррена, для замещения поста на период до завершения срока его полномочий, впервые был избран вице-президент (согласно действовавшей конституции 1833 года для замещения прекратившего полномочия досрочно, недееспособного или скончавшегося президента в качестве временного главы государства избирался вице-президент).
5 сентября 1924 года группа офицеров образовала Военный комитет (исп. Comité Militar). Под их давлением конгресс на своих заседаниях 8—9 сентября одобрил социальные инициативы президента Артуро Алессандри о 8-часовом рабочем дне, упразднении детского труда, регулировании коллективных договоров и легализации профсоюзов, законы о несчастных случаях на производстве и страховании работников, о кооперативах, о создании арбитража по трудовым спорам, — которые ранее были отложены обеими палатами. Однако военный комитет решил продолжить работу и попросил Алессандри распустить конгресс, после чего президент подал в отставку, на что комитет не согласился, но предоставил ему отпуск на шесть месяцев для поездки в Европу. 11 сентября 1924 года военный комитет назначил правительственную хунту, в которую вошли командующие армией и флотом генерал Луис Альтамирано и адмирал Франсиско Неф и генерал Хуан Пабло Беннетт в качестве наблюдателя от комитета. Хунта распустила конгресс и объявила осадное положение, однако военный комитет, видя её сближение с консервативными кругами, 23 января 1925 года арестовал её членов и передал власть Педро Дартнелю, отказавшемуся возглавить исполнительную власть и согласившемуся войти в гражданско-военную хунту во главе с Эмилио Бельо Кодесидо, передавшую полномочия 29 марта 1925 года вернувшемуся президенту Алессандри. Организованная им работа по созданию новой конституции, промульгированная 18 сентября 1925 года, завершила период «парламентского режима».
|            | Портрет         | Имя (годы жизни)                                                                      | Полномочия       | Полномочия       | Партия                            | Выборы                                                    | Должность                                                                 | Пр.             |
| Начало     | Портрет         | Имя (годы жизни)                                                                      | Окончание        |                  | Партия                            | Выборы                                                    | Должность                                                                 | Пр.             |
| ---------- | --------------- | ------------------------------------------------------------------------------------- | ---------------- | ---------------- | --------------------------------- | --------------------------------------------------------- | ------------------------------------------------------------------------- | --------------- |
| —          |                 | Хорхе Монтт Альварес (1845—1922) исп. Jorge Montt Álvarez                             | 14 апреля 1891   | 31 августа 1891  | военный                           | [ комм. 37 ]                                              | президент правительственной хунты исп. Presidente de la Junta de Gobierno | [ 98 ] [ 127 ]  |
| 30 (I—III) | 31 августа 1891 | Хорхе Монтт Альварес (1845—1922) исп. Jorge Montt Álvarez                             | 10 ноября 1891   | [ комм. 38 ]     | военный                           |                                                           | президент правительственной хунты исп. Presidente de la Junta de Gobierno | [ 98 ] [ 127 ]  |
| 30 (I—III) | 10 ноября 1891  | Хорхе Монтт Альварес (1845—1922) исп. Jorge Montt Álvarez                             | 26 декабря 1891  | [ комм. 39 ]     | военный                           | глава исполнительной власти исп. Jefe del Poder Ejecutivo |                                                                           | [ 98 ] [ 127 ]  |
|            | 26 декабря 1891 | Хорхе Монтт Альварес (1845—1922) исп. Jorge Montt Álvarez                             | 18 сентября 1896 | независимый      | 1891                              | президент исп. Presidente                                 |                                                                           | [ 98 ] [ 127 ]  |
| 31         |                 | Федерико Эррасурис Эчауррен (1850—1901) исп. Federico Errázuriz Echaurren             | 18 сентября 1896 | 12 июля 1901     | Либеральная партия                | президент исп. Presidente                                 | 1896                                                                      | [ 128 ] [ 129 ] |
| и. о.      |                 | Анибаль Саньярту Саньярту (1850—1901) исп. Aníbal Zañartu Zañartu                     | 12 июля 1901     | 18 сентября 1901 | Либеральная партия                | [ комм. 42 ]                                              | вице-президент исп. Vicepresidente                                        | [ 130 ] [ 131 ] |
| 32         |                 | Херман Риеско Эррасурис (1854—1916) исп. Germán Riesco Errázuriz                      | 18 сентября 1901 | 18 сентября 1906 | Либеральная партия                | 1901                                                      | президент исп. Presidente                                                 | [ 132 ] [ 133 ] |
| 33         |                 | Педро Элиас Пабло Монтт Монтт (1849—1910) исп. Pedro Elías Pablo Montt Montt          | 18 сентября 1906 | 16 августа 1910  | Национальная партия               | 1906                                                      | президент исп. Presidente                                                 | [ 134 ] [ 135 ] |
| и. о.      |                 | Элиас Фернандес Альбано (1845—1910) исп. Elías Fernández Albano                       | 16 августа 1910  | 6 сентября 1910  | Национальная партия               | [ комм. 45 ]                                              | вице-президент исп. Vicepresidente                                        | [ 136 ] [ 137 ] |
| и. о.      |                 | Эмилиано Фигероа Ларраин (1866—1931) исп. Emiliano Figueroa Larraín                   | 6 сентября 1910  | 23 декабря 1910  | Либерально-демократическая партия | [ комм. 46 ]                                              | вице-президент исп. Vicepresidente                                        | [ 138 ] [ 139 ] |
| 34         |                 | Рамон Баррос Луко (1835—1919) исп. Ramón Barros Luco                                  | 23 декабря 1910  | 23 декабря 1915  | Либеральная партия                | 1910                                                      | президент исп. Presidente                                                 | [ 140 ] [ 141 ] |
| 35         |                 | Хуан Луис Санфуэнтес Андонаэги (1858—1930) исп. Juan Luis Sanfuentes Andonaegui       | 23 декабря 1915  | 23 декабря 1920  | Либерально-демократическая партия | 1915                                                      | президент исп. Presidente                                                 | [ 142 ] [ 143 ] |
| 36 (I)     |                 | Артуро Фортунато Алессандри Пальма (1868—1950) исп. Arturo Fortunato Alessandri Palma | 23 декабря 1920  | 11 сентября 1924 | Либеральная партия                | 1920                                                      | президент исп. Presidente                                                 | [ 125 ] [ 144 ] |
| 37         |                 | Луис Альтамирано Талавера (1876—1938) исп. Luis Altamirano Talavera                   | 11 сентября 1924 | 23 января 1925   | военный                           | [ комм. 48 ]                                              | президент правительственной хунты исп. Presidente de la Junta de Gobierno | [ 145 ]         |
| 38         |                 | Педро Пабло Дартнель Энсина (1873—1944) исп. Pedro Pablo Dartnell Encina              | 23 января 1925   | 27 января 1925   | военный                           | [ комм. 49 ]                                              | президент правительственной хунты исп. Presidente de la Junta de Gobierno | [ 123 ]         |
| 39         |                 | Эмилио Бельо Кодесидо (1868—1963) исп. Emilio Bello Codesido                          | 27 января 1925   | 29 марта 1925    | Либерально-демократическая партия | [ комм. 51 ]                                              | президент правительственной хунты исп. Presidente de la Junta de Gobierno | [ 124 ] [ 146 ] |

## Президентская республика (1925—1932)
Конституция 1925 года, созданная по инициативе президента Артуро Алессандри, была промульгирована 18 сентября 1925 года и вступила в силу через месяц. В области государственного устройства её новацией стали выборы президента прямым общенациональным голосованием (при отсутствии абсолютного большинства голосов кандидат подлежал избранию конгрессом из числа двух кандидатов, получивших относительное большинство голосов), срок его полномочий был увеличен до 6 лет; для ликвидации эксцессов парламентаризма было установлено закрытие парламентских дебатов простым большинством голосов; по ряду вопросов президенту была предоставлена исключительная законодательная инициатива. Заложенное конституцией усиление роли президента послужило основанием назвать период её действия «президентской республикой».
Курсивом на сером фоне показаны даты начала и окончания полномочий лиц, временно замещавших действующих глав государства.
|         | Портрет        | Имя (годы жизни)                                                                      | Полномочия      | Полномочия      | Партия                            | Выборы                    | Должность                                                            | Пр.             |
| Начало  | Портрет        | Имя (годы жизни)                                                                      | Окончание       |                 | Партия                            | Выборы                    | Должность                                                            | Пр.             |
| ------- | -------------- | ------------------------------------------------------------------------------------- | --------------- | --------------- | --------------------------------- | ------------------------- | -------------------------------------------------------------------- | --------------- |
| 36 (II) |                | Артуро Фортунато Алессандри Пальма (1868—1950) исп. Arturo Fortunato Alessandri Palma | 27 января 1925  | 1 октября 1925  | Либеральная партия                | [ комм. 53 ]              | президент исп. Presidente                                            | [ 125 ] [ 144 ] |
| и. о.   |                | Луис Баррос Боргоньо (1858—1943) исп. Luis Barros Borgoño                             | 1 октября 1925  | 23 октября 1925 | Либеральная партия                | [ комм. 54 ]              | вице-президент исп. Vicepresidente                                   | [ 149 ] [ 150 ] |
| 40      |                | Эмилиано Фигероа Ларраин (1866—1931) исп. Emiliano Figueroa Larraín                   | 23 октября 1925 | 10 мая 1927     | Либерально-демократическая партия | 1925                      | президент исп. Presidente                                            | [ 138 ] [ 139 ] |
| и. о.   |                | Карлос Ибаньес дель Кампо (1877—1960) исп. Carlos Ibáñez del Campo                    | 10 мая 1927     | 21 июля 1927    | независимый                       | [ комм. 56 ]              | вице-президент исп. Vicepresidente                                   | [ 151 ] [ 152 ] |
| 41 (I)  | 21 июля 1927   | Карлос Ибаньес дель Кампо (1877—1960) исп. Carlos Ibáñez del Campo                    | 29 июля 1931    | 1927            | независимый                       | президент исп. Presidente |                                                                      | [ 151 ] [ 152 ] |
| и. о.   |                | Педро Опасо Летельер (1876—1957) исп. Pedro Opaso Letelier                            | 26 июля 1931    | 27 июля 1931    | Либерально-демократическая партия | [ комм. 58 ]              | исполняющий обязанности президента исп. Presidente Interino          | [ 153 ] [ 154 ] |
| и. о.   |                | Хуан Эстебан Монтеро Родригес (1879—1948) исп. Juan Esteban Montero Rodríguez         | 29 июля 1931    | 4 декабря 1931  | Радикальная партия Чили           | [ комм. 59 ]              | вице-президент исп. Vicepresidente                                   | [ 155 ] [ 156 ] |
| 42      | 4 декабря 1931 | Хуан Эстебан Монтеро Родригес (1879—1948) исп. Juan Esteban Montero Rodríguez         | 4 июня 1932     | 1931            | Радикальная партия Чили           | президент исп. Presidente |                                                                      | [ 155 ] [ 156 ] |
| и. о.   |                | Мануэль Трукко Франсани (1875—1954) исп. Manuel Trucco Franzani                       | 3 сентября 1931 | 15 ноября 1931  | Радикальная партия Чили           | [ комм. 61 ]              | исполняющий обязанности вице-президента исп. Vicepresidente Interino | [ 157 ]         |

## Социалистическая Республика Чили (1932)

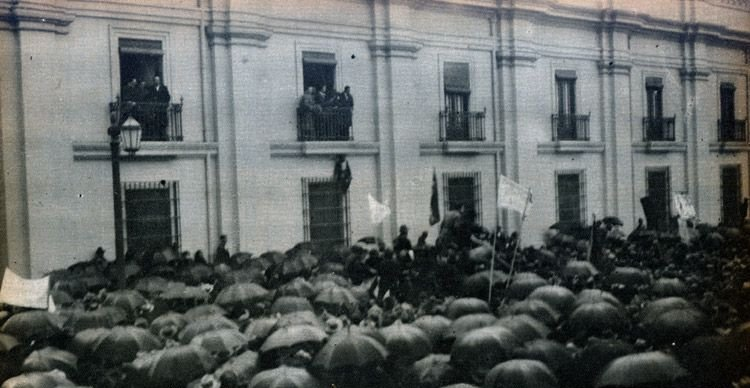
Демонстрация перед дворцом «Ла Монеда» в поддержку провозглашения Социалистической республики

3 июня 1932 года президент Хуан Эстебан Монтеро Родригес сместил с занимаемого поста отличающегося леворадикальными взглядами командующего ВВС Мармадуке Грове Вальехо, но тот не подчинился приказу и поднял мятеж, который поддержали ВВС и столичный гарнизон. На следующий день, окружённый во дворце Ла Монеда, Монтеро сложил свои полномочия перед революционной хунтой. 6 июня 1932 года был распущен конгресс и провозглашена Социалистическая Республика Чили. Опубликованная программа социалистической революции декларировала намерение правительства путём декретов ввести наряду с частной собственностью коллективную; национализировать стратегические отрасли и производящие предметы первой необходимости предприятия в случае их остановки; конфисковать и передать крестьянам необрабатываемые земли; социализировать банки; установить контроль над распределением пищевых продуктов; амнистировать политзаключённых. Вышедшие из подполья левые и демократические активисты стали повсеместно формировать Советы рабочих и крестьянских депутатов, крестьяне захватывали земли, рабочие устанавливали контроль на заводах, в столичном университете был сформирован Совет студенческих депутатов.
16 июня 1932 года выведенный из состава хунты Карлос Давила со своими сторонниками изолировал её в Ла Монеда и через 2 дня арестовал. Первоначально возглавив новую хунту, 8 июля 1932 года он провозгласил себя временным президентом социалистической республики, однако 13 сентября 1932 года был свергнут министром внутренних дел Бартоломе Бланче, отказавшимся от социалистических деклараций.
|           | Портрет     | Имя (годы жизни)                                                                 | Полномочия       | Полномочия   | Партия                  | Выборы                                                                                                 | Должность | Кабинет                 | Пр.             |
| Начало    | Портрет     | Имя (годы жизни)                                                                 | Окончание        |              | Партия                  | Выборы                                                                                                 | Должность | Кабинет                 | Пр.             |
| --------- | ----------- | -------------------------------------------------------------------------------- | ---------------- | ------------ | ----------------------- | --- | --- | ----------------------- | --------------- |
| 43        |             | Артуро Пуга Осорио (1879—1970) исп. Arturo Puga Osorio                           | 4 июня 1932      | 16 июня 1932 | военный                 | [ комм. 63 ]                                                                                           | президент правительственной хунты социалистической республики исп. Presidente de la Junta de Gobierno de la República Socialista | Правительственная хунта | [ 161 ]         |
| 44 (I—II) |             | Карлос Грегорио Давила Эспиноса (1887—1955) исп. Carlos Gregorio Dávila Espinoza | 16 июня 1932     | 8 июля 1932  | Радикальная партия Чили | [ комм. 66 ]                                                                                           | президент правительственной хунты социалистической республики исп. Presidente de la Junta de Gobierno de la República Socialista | Правительственная хунта | [ 162 ] [ 163 ] |
| 44 (I—II) | 8 июля 1932 | Карлос Грегорио Давила Эспиноса (1887—1955) исп. Carlos Gregorio Dávila Espinoza | 13 сентября 1932 | [ комм. 69 ] | Радикальная партия Чили | временный президент социалистической республики исп. Presidente Provisional de la República Socialista | | Правительственная хунта | [ 162 ] [ 163 ] |

## Президентская республика (1932—1973)
13 сентября 1932 года министр внутренних дел Бартоломе Бланче отстранил временного президента Карлоса Давилу, отказался от социалистических деклараций и восстановил действие Конституции 1925 года. В условиях многочисленных столкновений между различными войсковыми подразделениями, 2 октября 1932 года он передал власть председателю Верховного суда Абрааму Ойянеделю, организовавшему выборы, принёсшие победу Артуро Алессандри.
11 сентября 1973 года в Чили был осуществлён военный переворот, свергнувший кабинет социалиста Сальвадора Альенде, поддерживаемый левой коалицией «Народное единство». Президент Альенде погиб во время штурма мятежниками дворца «Ла Монеда». Под лозунгами защиты политических и общественных институтов от «марксистской угрозы», возникший военный режим отказался не только от результатов социально-экономических преобразований предыдущего правительства, но и от основ предшествовавшего конституционного строя.
Курсивом на сером фоне показаны даты начала и окончания полномочий лиц, временно замещавших действующих глав государства.
|          | Портрет | Имя (годы жизни)                                                                       | Полномочия       | Полномочия       | Партия                             | Выборы       | Должность                                                            | Кабинет                 | Пр.             |
| Начало   | Портрет | Имя (годы жизни)                                                                       | Окончание        |                  | Партия                             | Выборы       | Должность                                                            | Кабинет                 | Пр.             |
| -------- | ------- | -------------------------------------------------------------------------------------- | ---------------- | ---------------- | ---------------------------------- | ------------ | -------------------------------------------------------------------- | ----------------------- | --------------- |
| 45       |         | Бартоломе Гильермо Бланче Эспехо (1879—1970) исп. Bartolomé Guillermo Blanche Espejo   | 13 сентября 1932 | 2 октября 1932   | независимый                        | [ комм. 71 ] | временный президент исп. Presidente Provisional                      | Правительственная хунта | [ 164 ]         |
| и. о.    |         | Абраам Ойянедель Уррутиа (1874—1954) исп. Abraham Oyanedel Urrutia                     | 2 октября 1932   | 24 декабря 1932  | независимый                        | [ комм. 72 ] | вице-президент исп. Vicepresidente                                   | Правительственная хунта | [ 169 ]         |
| 36 (III) |         | Артуро Фортунато Алессандри Пальма (1868—1950) исп. Arturo Fortunato Alessandri Palma  | 24 декабря 1932  | 24 декабря 1938  | Либеральная партия                 | 1932         | президент исп. Presidente                                            | Алессандри—III          | [ 125 ] [ 144 ] |
| 46       |         | Педро Абелино Агирре Серда (1879—1941) исп. Pedro Abelino Aguirre Cerda                | 24 декабря 1938  | 25 ноября 1941   | Радикальная партия Чили            | 1938         | президент исп. Presidente                                            | Серда                   | [ 170 ] [ 171 ] |
| и. о.    |         | Херонимо Мендес Арансибия (1887—1959) исп. Jerónimo Méndez Arancibia                   | 25 ноября 1941   | 2 апреля 1942    | Радикальная партия Чили            | [ комм. 75 ] | вице-президент исп. Vicepresidente                                   | Серда                   | [ 172 ]         |
| 46       |         | Хуан Антонио Риос Моралес (1888—1946) исп. Juan Antonio Ríos Morales                   | 2 апреля 1942    | 27 июня 1946     | Радикальная партия Чили            | 1942         | президент исп. Presidente                                            | Риос                    | [ 173 ] [ 174 ] |
| и. о.    |         | Альфредо Дуальде Васкес (1898—1985) исп. Alfredo Duhalde Vásquez                       | 27 июня 1946     | 17 октября 1946  | Радикальная партия Чили            | [ комм. 78 ] | вице-президент исп. Vicepresidente                                   | Риос                    | [ 175 ] [ 176 ] |
| и. о.    |         | Висенте Мерино Бьелич (1889—1977) исп. Vicente Merino Bielich                          | 3 августа 1946   | 13 августа 1946  | независимый                        | [ комм. 79 ] | исполняющий обязанности вице-президента исп. Vicepresidente Interino | Риос                    | [ 175 ]         |
| и. о.    |         | Хуан Антонио Ирибаррен Кабесас (1885—1966) исп. Juan Antonio Iribarren Cabezas         | 17 октября 1946  | 3 ноября 1946    | Радикальная партия Чили            | [ комм. 81 ] | вице-президент исп. Vicepresidente                                   | Риос                    | [ 177 ]         |
| 47       |         | Габриэль Энрике Гонсалес Видела (1898—1980) исп. Gabriel Enrique González Videla       | 3 ноября 1946    | 3 ноября 1952    | Радикальная партия Чили            | 1946         | президент исп. Presidente                                            | Видела                  | [ 178 ] [ 179 ] |
| 41 (II)  |         | Карлос Ибаньес дель Кампо (1877—1960) исп. Carlos Ibáñez del Campo                     | 3 ноября 1952    | 3 ноября 1958    | независимый                        | 1952         | президент исп. Presidente                                            | Ибаньес                 | [ 151 ] [ 152 ] |
| 48       |         | Хорхе Алессандри Родригес (1896—1986) исп. Jorge Alessandri Rodríguez                  | 3 ноября 1958    | 3 ноября 1964    | независимый                        | 1958         | президент исп. Presidente                                            | Алессандри              | [ 180 ] [ 181 ] |
| 49       |         | Эдуардо Никанор Фрей Монтальва (1911—1982) исп. Eduardo Nicanor Frei Montalva          | 3 ноября 1964    | 3 ноября 1970    | Христианско-демократическая партия | 1964         | президент исп. Presidente                                            | Фрей                    | [ 182 ] [ 183 ] |
| 50       |         | Сальвадор Гильермо Альенде Госсенс (1908—1973) исп. Salvador Guillermo Allende Gossens | 3 ноября 1970    | 11 сентября 1973 | Социалистическая партия Чили       | 1970         | президент исп. Presidente                                            | Альенде                 | [ 184 ] [ 185 ] |

## Военный режим (1973—1990)

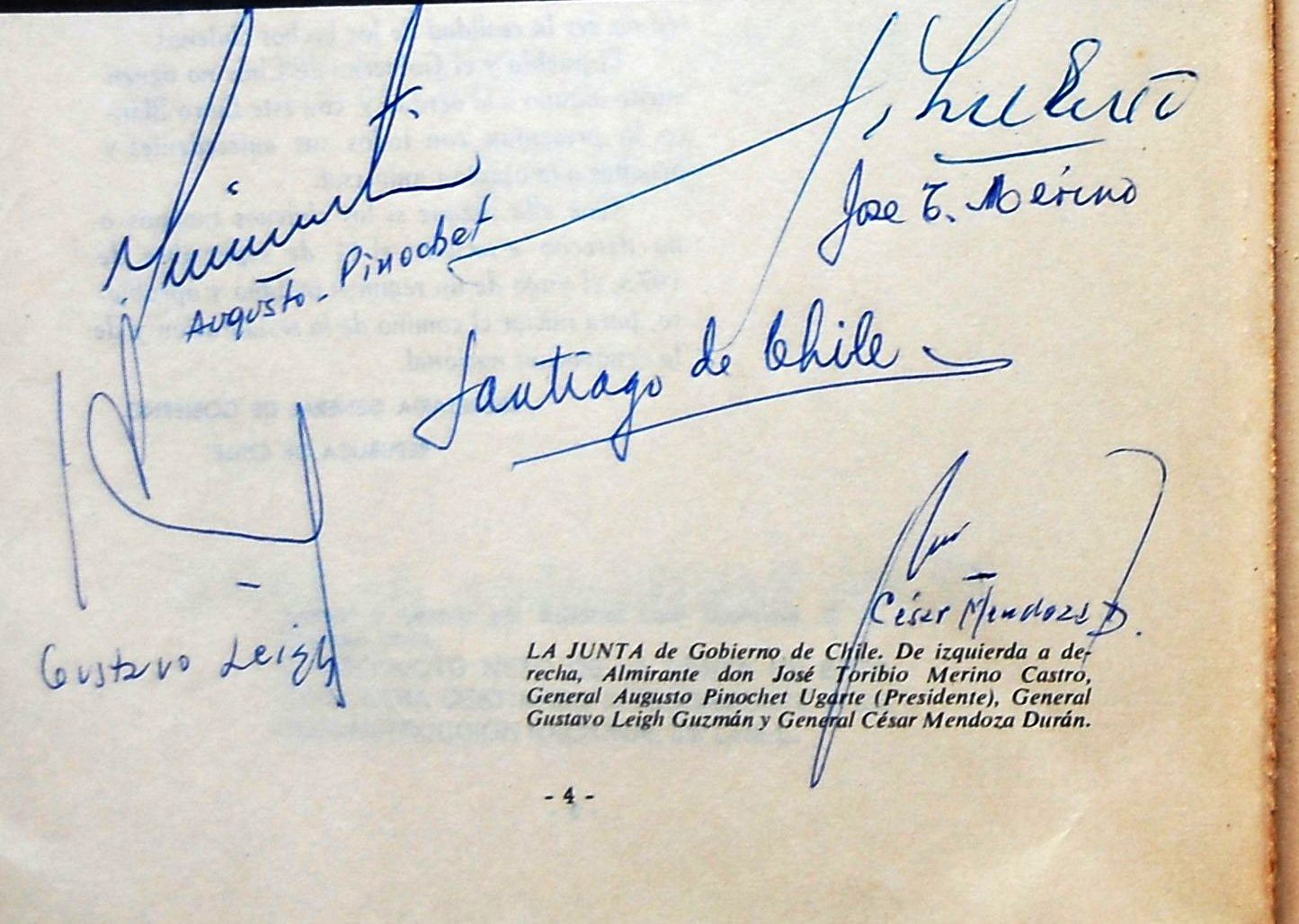
Подписи членов правительственной хунты, 1973 год

11 сентября 1973 года в результате военного переворота, свергнувшего кабинет социалиста Сальвадора Альенде, поддерживаемый левой коалицией «Народное единство», власть была узурпирована правительственной хунтой в составе глав родов войск во главе с главнокомандующим армией Аугусто Пиночетом. Под лозунгами защиты политических и общественных институтов от «марксистской угрозы», возникший военный режим отказался не только от результатов социально-экономических преобразований, но и от основ предшествовавшего конституционного строя. 17 июня 1974 года был издан законодательный декрет № 527, провозгласивший Пиночета верховным главой нации (исп. Jefe Supremo de la Nación), а 17 декабря 1974 года — декрет № 806, провозгласивший его президентом республики.
4 января 1978 года был проведён консультативный плебисцит, на котором политическая программа Пиночета получила одобрение тремя четвертями голосов. 4 января 1978 года был проведён референдум, на котором была одобрена новая конституция, вступившая в силу 11 марта 1981 года, однако начало действия её основных статей — о выборах, конгрессе и партиях — откладывалось на восемь лет; за Пиночетом сохранялся пост президента в течение 8 лет (после чего кандидатура нового президента могла быть предложена командующими родами Вооружённых сил для одобрена на референдуме). На прошедшем 5 октября 1988 года референдуме граждане высказались против продления срока полномочий Пиночета ещё на восемь лет, что сделало возможным правительству и оппозиции согласовать пакет из 54 реформ, одобренных на плебисците 30 июля 1989 года. 14 декабря 1989 года были проведены президентские и парламентские выборы, обеспечившие переход к гражданскому правлению.
|          | Портрет         | Имя (годы жизни)                                                                      | Полномочия       | Полномочия                | Партия  | Должность                                                                 | Кабинет                 | Пр.                     |
| Начало   | Портрет         | Имя (годы жизни)                                                                      | Окончание        |                           | Партия  | Должность                                                                 | Кабинет                 | Пр.                     |
| -------- | --------------- | ------------------------------------------------------------------------------------- | ---------------- | ------------------------- | ------- | ------------------------------------------------------------------------- | ----------------------- | ----------------------- |
| 51 (I—V) |                 | Аугусто Хосе Рамон Пиночет Угарте (1915—2006) исп. Augusto José Ramón Pinochet Ugarte | 11 сентября 1973 | 17 июня 1974              | военный | президент правительственной хунты исп. Presidente de la Junta de Gobierno | Правительственная хунта | [ 193 ] [ 194 ] [ 195 ] |
| 51 (I—V) | 17 июня 1974    | Аугусто Хосе Рамон Пиночет Угарте (1915—2006) исп. Augusto José Ramón Pinochet Ugarte | 17 декабря 1974  | верховный глава нации     | военный |                                                                           | Правительственная хунта | [ 193 ] [ 194 ] [ 195 ] |
| 51 (I—V) | 17 декабря 1974 | Аугусто Хосе Рамон Пиночет Угарте (1915—2006) исп. Augusto José Ramón Pinochet Ugarte | 11 марта 1981    | президент исп. Presidente | военный |                                                                           | Правительственная хунта | [ 193 ] [ 194 ] [ 195 ] |
| 51 (I—V) | 11 марта 1981   | Аугусто Хосе Рамон Пиночет Угарте (1915—2006) исп. Augusto José Ramón Pinochet Ugarte | 11 марта 1989    | президент исп. Presidente | военный |                                                                           | Правительственная хунта | [ 193 ] [ 194 ] [ 195 ] |
| 51 (I—V) | 11 марта 1989   | Аугусто Хосе Рамон Пиночет Угарте (1915—2006) исп. Augusto José Ramón Pinochet Ugarte | 11 марта 1990    | президент исп. Presidente | военный |                                                                           | Правительственная хунта | [ 193 ] [ 194 ] [ 195 ] |

## Восстановление демократии (с 1990)
После инаугурации Патрисио Эйлвина на пост президента 11 марта 1990 года начался период восстановления в стране демократических основ. Несмотря на то, что после окончания периода военной диктатуры объединившая основные демократические силы коалиция «Согласие партий за демократию» добилась избрания представляющего её президента и большинства голосов в Национальном Конгрессе, наличие Аугусто Пиночета на посту главнокомандующего чилийской армией, многочисленные авторитарные положения Конституции 1980 года, отсутствие у коалиции (в силу особенностей постпиночетовской избирательной системы) необходимых для её изменения 2/3 мандатов в Конгрессе и противодействие правых сил затрудняли процесс демократизации. Попытки нового правительства начать преследование генерала Пиночета по обвинению в коррупционных преступлениях были прерваны в результате прямого давления и угроз со стороны всё ещё возглавляемых им Вооружённых сил. Поиск консенсуса между центристской коалицией и правыми силами, способствовавший избежанию прямой конфронтации, позволил обеспечить стабильность переходного процесса, вовлечь правых в демократические процедуры и удержать военных в рамках их профессиональной деятельности. Поворотным моментом стал арест 16 октября 1998 года в Лондоне генерала Пиночета, обвинённого в преступлениях против человечности, а после его освобождения 2 марта 2000 года и возвращения в Чили — судебное преследование экс-диктатора по делам о нарушениях прав человека, растрате государственных средств и организации наркотрафика. После ухода Пиночета с политической арены и нескольких лет дебатов, в 2005 году было принято 58 поправок к конституции, расширивших полномочия Конгресса, сокративших президентский срок с 6 до 4 лет без права немедленного переизбрания, и прекративших роль Вооружённых сил как «гаранта институциональности».
Пытаясь преодолеть особенности биномиальной избирательной системы, доставшейся от Пиночета и не позволявшей ни одной политической силе получить квалифицированного большинства ни в Сенате, ни в Палате депутатов, оба ведущих альянса (левоцентристский «Консертасьон» и правоцентристский «Ла Альянса») перед парламентскими выборами 2013 года пошли на сотрудничество с более левыми (первый) и более правыми (второй) силами, в результате чего были созданы два новых альянса — «Новое большинство» и «Чили, вперёд!». За время второго президентского срока Мишель Бачелет (2014—2018) левоцентристскому правительству удалось (при поддержке «Национального обновления» и либеральной партии «Амплитуда») провести реформу избирательной системы страны, перейдя от биномиальной к пропорциональной системе. 6 марта 2018 года, за 5 дней до окончания своего второго президентского срока, Бачелет представила Национальному Конгрессу проект конституционной реформы, однако раскол «Нового большинства» (откуда в конце 2017 года де-факто вышла Христианско-демократическая партия) и поражение его кандидата Алехандро Гильера на президентских выборах остановили конституционный процесс, так как новый глава государства, правоцентрист Себастьян Пиньера, выступил против пересмотра Конституции 1980 года.
18 октября 2019 года в Сантьяго, а за ним в других городах страны, начались массовые протесты, спровоцированные повышением цен на проезд в столичном метро. Одним из основных требований протестующих, помимо снижения высокого уровня экономического неравенства, стало прекращение действия Конституции 1980 года и принятие вместо неё нового Основного закона. Президент Пиньера под народным давлением был вынужден пойти на уступки и 15 ноября 2019 года между руководством страны и представителями всех политических партий было достигнуто соглашение о начале конституционного процесса посредством внесения соответствующих поправок в Конституцию 1980 года (не предусматривавшую механизма её отмены или замены), которые дают возможность инициировать референдум по вопросу разработки новой Конституции. Общенациональный плебисцит был назначен на 26 апреля 2020 года, однако из-за начавшейся пандемии COVID-19 был перенесён на 25 октября 2020 года. Согласно результатам референдума получило одобрение начало конституционного процесса с передачей составления нового Основного закона специальному Конституционному Собранию. 15 мая 2021 года состоялись выборы в него, на которых относительную победу одержали левые и левоцентристские коалиции «Одобряю достоинство», «Список народа» и «Учредительное единство». Работа над проектом новой Конституции была завершена 4 сентября 2022 года вынесением его на общенациональный референдум, где при рекордной для постпиночетовского периода явке он был отвергнут (61,89 % голосов «против»).
12 декабря 2022 года между правительством Габриэля Борича и оппозицией было достигнуто соглашение о возобновлении конституционного процесса посредством создания трёх специальных органов: Экспертной комиссии из 25 назначаемых Национальным Конгрессом экспертов (с соблюдением принципа паритетности), Конституционного Совета из 50 избираемых членов и Технического комитета по приемлемости из 14 юристов, назначаемых Сенатом. Выборы в Конституционный Совет состоялись 7 мая 2023 года и, вопреки прогнозам, привели к победе правых Республиканской партии и альянса «Безопасное Чили» (под этим названием выступал альянс «Чили, вперёд!»), получивших 34 места из 50. Проект новой Конституции был представлен Экспертной комиссией 5 июня 2023 года и окончательно одобрен Конституционным Советом 30 октября 2023 года, после чего вынесен на общенациональный референдум 17 декабря 2023 года, где также был отклонен (55,76 % голосов «против»).
|         | Портрет       | Имя (годы жизни)                                                                                          | Полномочия    | Полномочия    | Партия                             | Выборы    | Должность                 | Кабинет         | Пр.                     |
| Начало  | Портрет       | Имя (годы жизни)                                                                                          | Окончание     |               | Партия                             | Выборы    | Должность                 | Кабинет         | Пр.                     |
| ------- | ------------- | --- | ------------- | ------------- | ---------------------------------- | --------- | ------------------------- | --------------- | ----------------------- |
| 52      |               | Патрисио Эйлвин Асокар (1918—2016) исп. Patricio Aylwin Azócar                                            | 11 марта 1990 | 11 марта 1994 | Христианско-демократическая партия | 1989      | президент исп. Presidente | Эйлвин          | [ 208 ] [ 209 ] [ 210 ] |
| 53      |               | Эдуардо Альфредо Хуан Бернардо Фрей Руис-Тагле (1942—) исп. Eduardo Alfredo Juan Bernardo Frei Ruiz-Tagle | 11 марта 1994 | 11 марта 2000 | Христианско-демократическая партия | 1993      | президент исп. Presidente | Фрей Руис-Тагле | [ 211 ] [ 212 ] [ 213 ] |
| 54      |               | Рикардо Фройлан Лагос Эскобар (1938—) исп. Ricardo Froilán Lagos Escobar                                  | 11 марта 2000 | 11 марта 2006 | Партия за демократию               | 1999—2000 | президент исп. Presidente | Лагос           | [ 214 ] [ 215 ]         |
| 55 (I)  |               | Вероника Мишель Бачелет Херия (1951—) исп. Verónica Michelle Bachelet Jeria                               | 11 марта 2006 | 11 марта 2010 | Социалистическая партия Чили       | 2005—2006 | президент исп. Presidente | Бачелет—I       | [ 216 ] [ 217 ]         |
| 56 (I)  |               | Мигель Хуан Себастьян Пиньера Эченике (1949—2024) исп. Miguel Juan Sebastián Piñera Echenique             | 11 марта 2010 | 11 марта 2014 | Национальное обновление            | 2009—2010 | президент исп. Presidente | Пиньера—I       | [ 218 ] [ 219 ] [ 220 ] |
| 55 (II) |               | Вероника Мишель Бачелет Херия (1951—) исп. Verónica Michelle Bachelet Jeria                               | 11 марта 2014 | 11 марта 2018 | Социалистическая партия Чили       | 2013      | президент исп. Presidente | Бачелет—II      | [ 216 ] [ 217 ]         |
| 56 (II) |               | Мигель Хуан Себастьян Пиньера Эченике (1949—2024) исп. Miguel Juan Sebastián Piñera Echenique             | 11 марта 2018 | 11 марта 2022 | независимый                        | 2017      | президент исп. Presidente | Пиньера—II      | [ 218 ] [ 219 ] [ 220 ] |
| 57      |               | Габриэль Борич Фонт (1986—) исп. Gabriel Boric Font                                                       | 11 марта 2022 | действующий   | Социальная конвергенция            | 2021      | президент исп. Presidente | Борич           | [ 221 ] [ 222 ] [ 223 ] |
|         | Широкий фронт | Габриэль Борич Фонт (1986—) исп. Gabriel Boric Font                                                       | 11 марта 2022 | действующий   |                                    | 2021      | президент исп. Presidente | Борич           | [ 221 ] [ 222 ] [ 223 ] |